# Нојкирхен (Плајсе)
Нојкирхен (њем. Neukirchen/Pleiße) општина је у њемачкој савезној држави Саксонија. Једно је од 33 општинска средишта округа Цвикау. Према процјени из 2010. у општини је живјело 4.295 становника. Посједује регионалну шифру (AGS) 14524210.

## Географски и демографски подаци
Нојкирхен се налази у савезној држави Саксонија у округу Цвикау. Општина се налази на надморској висини од 250 метара. Површина општине износи 16,8 km². У самом мјесту је, према процјени из 2010. године, живјело 4.295 становника. Просјечна густина становништва износи 255 становника/km².